# Jos van Heerden
Jos van Heerden (Alkmaar, 23 oktober 1958), is een Nederlandse diskjockey.
Van Heerden begon zijn loopbaan als Nico Stevens bij de Amsterdamse piraat Radio Unique. Vervolgens werkte hij bij zeezender Radio Monique, Focus 103, Quality FM, Stads Radio Rotterdam en Holland FM en vanaf 1993 bij Radio 10 Gold. Hij presenteerde daar 14 jaar lang programma's als 'Hits in de Spits' tussen 16.00-19.00 uur, met het item 'De Verborgen Telefoon'. In dit item belde van Heerden nietsvermoedende mensen op en nam ze in de maling. In 2003 veranderde Radio 10 FM haar programmering. Nadat hij een periode de ochtendshow presenteerde kreeg hij een nieuw programma tussen 19.00-23.00 uur, waarin hij met luisteraars herinneringen ophaalde met hun eerste plaatjes.
Achter de schermen deed hij de productie van de show van Peter Holland en was online redacteur. Bovendien presenteerde hij in het weekend enkele programma's.
Na de bezuinigingen van Talpa in 2007, ging Jos in november dat jaar werken als nieuwslezer/redacteur bij Novum Nieuws, waarbij hij voor diverse lokale en landelijke radiozenders het nieuws las. Gelijkertijd presenteerde hij vanaf februari 2008 hij het programma 'KX on 45' op KX Radio. Vanaf 6 september 2010 was Jos te horen als verslaggever in het programma TinekeShow bij Omroep MAX op Radio 5 Nostalgia, hij was ook betrokken bij de opzet van dit programma van Tineke de Nooij.
Van Heerden ging in september 2015 fulltime aan de slag bij de regionale zender Radio M Utrecht, onderdeel van de regionale omroep RTV Utrecht, als presentator, programmamaker en verslaggever. Hier kreeg hij het dagelijkse programma 'Goedemiddag' toebedeeld, op werkdagen van 15.00-17.00 uur. Op locatie in de regio presenteert hij de 'Zomertoer' en de Wintertoer', samen met luisteraars en gasten. Ook is hij te horen in specials als de 'Countrymiddag', de 'Duitse Dag',  'Week van de Sixties/Seventies/Eighties' en op onregelmatige basis 'Studio Sixties'. 
Op 15 juni maakte hij de podcast 'Good Vibrations in Baambrugge', over het Beach Boys-album 'Holland', dat toen 50 jaar eerder in Baambrugge in de provincie Utrecht was opgenomen. In de podcast waren de Baambruggers te horen die de bandleden daar dagelijks tegenkwamen.
Daarnaast is Jos achter de schermen verantwoordelijk voor de coördinatie van de Facebookpagina van Radio M Utrecht, waarvoor hij ook de berichten schrijft.